# Подгорный (Самарская область)
Подго́рный — посёлок в Кинель-Черкасском районе Самарской области России. Административный центр сельского поселения Подгорное.

## География
Посёлок находится в восточной части Самарской области, в пределах Высокого Заволжья, в лесостепной зоне, на правом берегу реки Кутулук, на расстоянии примерно 32 км к юго-западу от села Кинель-Черкассы. Абсолютная высота — 43 метра над уровнем моря.
Климат
Климат характеризуется как умеренно континентальный, с холодной малоснежной зимой и жарким сухим летом. Среднегодовая температура воздуха — 4,1 °С. Средняя температура воздуха самого тёплого месяца (июля) — 20,7 °C (абсолютный максимум — 40 °C); самого холодного (января) — −13 °C (абсолютный минимум — −43 °C). Среднегодовое количество атмосферных осадков составляет 469 мм, из которых 297 мм выпадает в период с апреля по октябрь. Снежный покров держится в течение 147 дней.
Часовой пояс
Посёлок Подгорный, как и вся Самарская область, находится в часовой зоне МСК+1. Смещение применяемого времени относительно UTC составляет +4:00.

## История

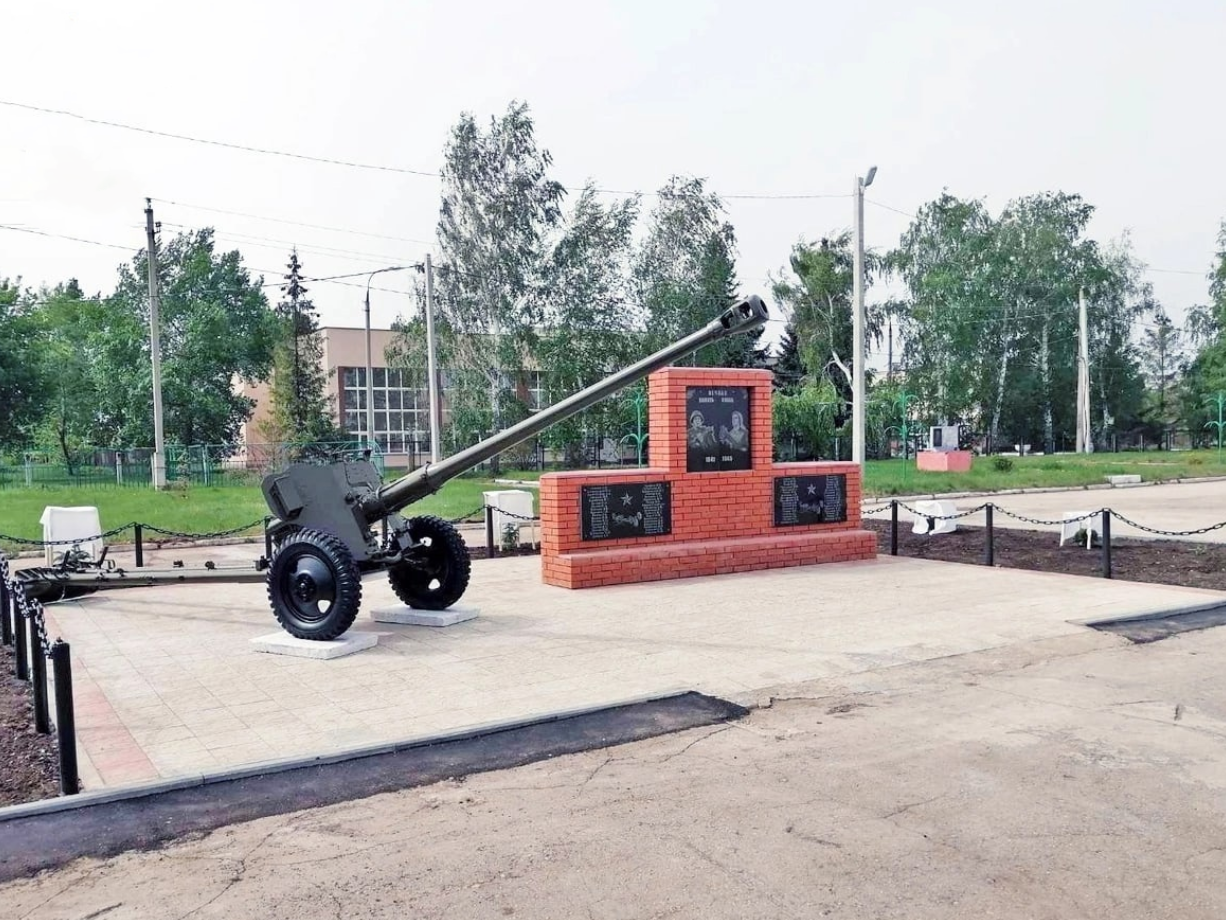
Памятник подгорненцам-участникам ВОВ

Подгорный образован в 1978 году как рабочий посёлок при «Кротовской птицефабрике». Была в ускоренном темпе построена общеобразовательная школа и основная инфраструктура. В посёлок приезжали люди из разных уголков Самарской области, в основном из-за большого количества рабочих мест.
В 1995 году производство на «Кротовской ПТФ» было прекращено, начался стремительный отток жителей из Подгорного. Посёлок терпел кризис. После основания «Кротовского Кирпичного Завода» отток населения уменьшился.
В 2010 году жители посёлка устроили массовые протесты из-за повышения цен на коммунальные услуги.
В 2013 году проведены работы по ремонту местной школы и реконструкции детского сада, а в 2023 году на Площади им. Кузнецова был возведён памятник воинам-землякам, участникам Великой Отечественной войны.

## Население
| 2010 | 2020  |
| ---- | ----- |
| 2020 | ↘1669 |

Национальный состав
Согласно результатам переписи 2002 года, в национальной структуре населения русские составляли 86 % из 1790 чел.

## Спорт
В 1986 году был основан футбольный клуб «Заря», который некоторое время выступал на местном стадионе «Здоровье». Команда становилась чемпионом Куйбышевской футбольной лиги и участвовала в соревнованиях второй лиги России.
Из-за банкротства «Кротовской птицефабрики» клуб прекратил своё существование в 1995 году, но была создана взрослая и детская любительские футбольные команды, продолжающие своё выступление в местных чемпионатах по сей день.